# David Grylls
Pour les articles homonymes, voir Grylls.
David Grylls (né le 29 septembre 1957 à Détroit) est un coureur cycliste américain. Spécialisé dans la poursuite sur piste, il a été médaillé d'argent de la poursuite par équipes aux Jeux olympiques de 1984 et médaillé d'or de la poursuite aux Jeux panaméricains de 1983.

## Palmarès

### Jeux olympiques
- Los Angeles 1984
  -  Médaillé d'argent de la poursuite par équipes

### Jeux panaméricains
- 1983
  -  Médaillé d'or de la poursuite

### Championnats nationaux
- Champion des États-Unis de poursuite en 1978, 1979
- Champion des États-Unis de poursuite par équipes en 1982